# Чирпан (община)
Община Чирпан се намира в Южна България и е една от съставните общини на Област Стара Загора.

## География

### Географско положение, граници, големина
Общината е разположена в югозападната част на Област Стара Загора. С площта си от 522,87 km2 заема 4-то място сред 11-те общините на областта, което съставлява 10,14% от територията на областта. Границите ѝ са следните:
- на запад и северозапад – община Братя Даскалови;
- на североизток и изток – община Стара Загора;
- на юг – община Димитровград, Област Хасково;
- на югозапад – община Първомай, Област Пловдив.

### Природни ресурси

#### Релеф
Релефът на общината е слабо хълмист и ниско планински. Територията ѝ попада в пределите на Горнотракийската низина и части от Чирпанските възвишения.
Северните части на община Чирпан се заемат от южните разклонения на Чирпанските възвишения. На около 3 km северозападно от село Средно градище, на границата с община Братя Даскалови се издига най-високата им точка – връх Китката 650,4 m, която е и най-високата точка на общината.
Около 2/3 от територията на общината, в средната и южната ѝ част се простира Горнотракийската низина, която в тази част си е слабо хълмиста и е с надморска височина от 130 до 230 m. В нея, южно от село Златна ливада, на границата с община Димитровград, в коритото на река Марица се намира най-ниската ѝ точка – 107 m н.в.

#### Води
По южната граница на общината, на протежение около 12 km протича част от средното течение на река Марица. През нея протичат изцяло (Текирска река и Старата река) или частично (Меричлерска река и Мартинка) четири по-големи леви притока на Марица:
– Текирска река (33 km). Тя извира под името Малката река на 479 m н.в. и на около 2,8 km северно от село Средно градище. Тече в южна посока, като пресича Чирпанските възвишения в дълбока долина. След село Спасово навлиза в Горнотракийската низина, като тук долината ѝ е плитка и с малък надлъжен наклон. 2 km преди устието си навлиза в община Първомай и се влива отляво в река Марица на 116 m н.в., на 600 m южно от село Добри дол, община Първомай. Площта на водосборния ѝ басейн е 96 km2, което представлява 0,18% от водосборния басейн на Марица.
– Старата река (44 km). Тя извира под името Малък Юрт на 556 m н.в., в югозападното подножие на връх Калето (647 m) в Чирпанските възвишения, на 2,2 km западно от село Стоян-Заимово, община Чирпан. До село Спасово тече в южна посока, след това на югоизток до село Гита под името Селска река и отново на юг до устието си. Долината ѝ, с изключение на най-горното течение е плитка и с малък надлъжен наклон. 1 km преди устието си навлиза в община Димитровград и се влива отляво в река Марица на 104 m н.в., на 800 m южно от село Великан, община Първомай, община Димитровград. Площта на водосборния и басейн е 156 km2, което представлява 0,29% от водосборния басейн на Марица.
– Меричлерска река протича през общината с горното си течение. Тя води началото си от извора Кюнта на 199 m н.в., разположен на 700 m източно от село Свобода. Тече в югоизточна посока през хълмистата част на Горнотракийската низина в плитка долина с малък надлъжен наклон и на около 4 km след село Гита навлиза в община Димитровград.
– Мартинка (Голяма река). Реката извира на 403 m н.в. под името Винаровска река от Чирпанските възвишения, на 2,7 km северозападно от село Винарово. Тече в югоизточна посока в хълмистата част на Горнотракийската низина в плитка долина. На 2 km южно от село Малко Тръново напуска пределите на община Чирпан, след което отново се завръща на нейната територия, минава през село Димитриево и на 2 km югоизточно от него навлиза в община Димитровград.

## Население
Численост на населението според преброяванията през годините:
| \| Година на преброяване \| Численост \| \| --------------------- \| --------- \| \| 1934 \| 36 574 \| \| 1946 \| 39 315 \| \| 1956 \| 38 219 \| \| 1965 \| 35 100 \| \| 1975 \| 34 277 \| \| 1985 \| 31 487 \| \| 1992 \| 29 702 \| \| 2001 \| 26 264 \| \| 2011 \| 21 637 \| \| 2021 \| 18 137 \| |           |
| Година на преброяване | Численост |
| 1934 | 36 574    |
| 1946 | 39 315    |
| 1956 | 38 219    |
| 1965 | 35 100    |
| 1975 | 34 277    |
| 1985 | 31 487    |
| 1992 | 29 702    |
| 2001 | 26 264    |
| 2011 | 21 637    |
| 2021 | 18 137    |

### Етнически състав
Численост и дял на етническите групи според преброяването на населението през 2011 г., по населени места (подредени по численост на населението):
| Населено място | Численост | Численост | Численост | Численост | Численост | Численост           | Численост     | Населено място | Дял (в %) | Дял (в %) | Дял (в %) | Дял (в %) | Дял (в %)           | Дял (в %)     |
| Населено място | Общо      | Българи   | Турци     | Цигани    | Други     | Не се самоопределят | Не отговорили | Населено място | Българи   | Турци     | Цигани    | Други     | Не се самоопределят | Не отговорили |
| Общо           | 21 637    | 16 516    | 790       | 1774      | 36        | 154                 | 2367          | 100.00         | 76.33     | 3.65      | 8.20      | 0.17      | 0.71                | 10.94         |
| -------------- | --------- | --------- | --------- | --------- | --------- | ------------------- | ------------- | -------------- | --------- | --------- | --------- | --------- | ------------------- | ------------- |
| Чирпан         | 15 532    | 11 731    | 730       | 667       | 19        | 128                 | 2257          | Чирпан         | 75.52     | 4.69      | 4.29      | 0.12      | 0.82                | 14.53         |
| Зетьово        | 1233      | 1040      |           | 138       |           |                     | 47            | Зетьово        | 84.34     |           | 11.19     |           |                     | 3.82          |
| Свобода        | 1131      | 422       | 8         | 688       |           |                     | 8             | Свобода        | 37.31     | 0.70      | 60.83     |           |                     | 0.70          |
| Гита           | 669       | 580       | 18        | 62        |           |                     | 2             | Гита           | 86.69     | 2.69      | 9.26      |           |                     | 0.29          |
| Спасово        | 463       | 390       |           | 50        |           |                     | 12            | Спасово        | 84.23     |           | 10.79     |           |                     | 2.59          |
| Яворово        | 318       | 316       | 0         | 0         | 0         | 0                   | 2             | Яворово        | 99.37     | 0.00      | 0.00      | 0.00      | 0.00                | 0.62          |
| Рупките        | 307       | 298       |           | 6         |           |                     | 1             | Рупките        | 97.06     |           | 1.95      |           |                     | 0.32          |
| Винарово       | 256       | 249       | 0         | 0         | 0         | 0                   | 7             | Винарово       | 97.26     | 0.00      | 0.00      | 0.00      | 0.00                | 2.73          |
| Целина         | 231       | 198       | 0         | 33        | 0         | 0                   | 0             | Целина         | 85.17     | 0.00      | 14.28     | 0.00      | 0.00                | 0.00          |
| Малко Тръново  | 222       | 177       | 0         | 41        |           |                     | 0             | Малко Тръново  | 79.72     | 0.00      | 18.46     |           |                     | 0.00          |
| Яздач          | 191       | 95        |           | 80        |           |                     | 10            | Яздач          | 49.73     |           | 41.88     |           |                     | 5.23          |
| Средно градище | 187       | 176       | 0         |           |           |                     | 10            | Средно градище | 94.11     | 0.00      |           |           |                     | 5.34          |
| Димитриево     | 160       | 142       | 10        |           |           |                     | 0             | Димитриево     | 88.75     | 6.25      |           |           |                     | 0.00          |
| Ценово         | 157       | 151       | 0         |           |           |                     | 3             | Ценово         | 96.17     | 0.00      |           |           |                     | 1.91          |
| Могилово       | 145       | 143       | 0         |           |           |                     | 0             | Могилово       | 98.62     | 0.00      |           |           |                     | 0.00          |
| Държава        | 140       | 133       | 7         | 0         | 0         | 0                   | 0             | Държава        | 95.00     | 5.00      | 0.00      | 0.00      | 0.00                | 0.00          |
| Изворово       | 129       | 116       |           |           | 8         |                     | 3             | Изворово       | 89.92     |           |           | 6.20      |                     | 2.32          |
| Стоян-Заимово  | 80        | 74        | 0         |           |           |                     | 5             | Стоян-Заимово  | 92.50     | 0.00      |           |           |                     | 6.25          |
| Златна ливада  | 63        | 63        | 0         | 0         | 0         | 0                   | 0             | Златна ливада  | 100.00    | 0.00      | 0.00      | 0.00      | 0.00                | 0.00          |
| Осларка        | 22        |           |           |           |           |                     | 0             | Осларка        |           |           |           |           |                     | 0.00          |
| Воловарово     | 1         |           |           |           |           |                     | 0             | Воловарово     |           |           |           |           |                     | 0.00          |

### Населени места
Общината има 20 населени места с общо население от 18 137 жители към 7 септември 2021 г.
| Населено място | Население (2021 г.) | Площ на землището km2 | Забележка (старо име)                            | Населено място | Население (2021 г.) | Площ на землището km2 | Забележка (старо име)          |
| -------------- | ------------------- | --------------------- | ------------------------------------------------ | -------------- | ------------------- | --------------------- | ------------------------------ |
| Винарово       | 215                 | 30,546                | Курт бунар                                       | Осларка        | 2                   | 5,529                 |                                |
| Воловарово     | -                   | -                     | Икизлери, Воловарево, в з-щето на с. Свобода     | Рупките        | 279                 | 31,466                | Тюркмешлии                     |
| Гита           | 548                 | 34,275                | Кара Терзилери, Западно Шивачево, Малко Шивачево | Свобода        | 1087                | 37,874                | Али Пашиново                   |
| Димитриево     | 119                 | 19,830                | Чакърларе                                        | Спасово        | 417                 | 35,810                | Мурсалково                     |
| Държава        | 78                  | 13,634                | Чифлик махле                                     | Средно градище | 99                  | 28,228                | Евзжилери                      |
| Зетьово        | 1088                | 32,190                | Енище                                            | Стоян-Заимово  | 42                  | 18,398                | Карапча, Бедняково             |
| Златна ливада  | 58                  | 11,048                | Алтън чаир                                       | Целина         | 182                 | 14,298                | Куза                           |
| Изворово       | 104                 | 26,003                | Ишиврен                                          | Ценово         | 120                 | 13,761                | Кьойматлии, Ценево             |
| Малко Тръново  | 218                 | 23,510                | Чанлии                                           | Чирпан         | 13151               | 73,163                |                                |
| Могилово       | 131                 | 27,010                | Конопчии                                         | Яздач          | 199                 | 15,132                | Дели бинлери                   |
|                |                     |                       |                                                  | ОБЩО           | 18137               | 522,870               | 1 населено място е без землище |

## Административно-териториални промени
- през 1886 г. – заличено е с. Насаплии без административен акт поради изселване;
- Указ № 462/обн. 21.12.1906 г. – преименува с. Карапча на с. Бедняково;

– преименува с. Курт бунар на с. Винарово;
– преименува с. Икизлери на с. Воловарево;
– преименува с. Чакърларе на с. Димитриево;
– преименува с. Чифлик махле на с. Държава;
– преименува с. Кара Терзилери на с. Западно Шивачево;
– преименува с. Енище на с. Зетьово;
– преименува с. Алтън чаир на с. Златна ливада;
– преименува с. Ишиврен (Ешеврен) на с. Изворово;
– преименува с. Чанлии на с. Малко Тръново;
– преименува с. Конопчии на с. Могилово;
– преименува с. Тюркмешлии на с. Рупките;
– преименува с. Али Пашиново на с. Свобода;
– преименува с. Мурсалково на с. Спасово;
– преименува с. Евджилери на с. Средно градище;
– преименува с. Кьойматлии (Кайматлии, Койматлии) на с. Ценево;
– преименува с. Дели бинлери на с. Яздач;
- МЗ № 2820/обн.14.08.1934 г. – преименува с. Бедняково на с. Стоян-Заимово;

– преименува с. Западно Шивачево на с. Малко Шивачево;
- МЗ № 3352/обн. 28.12.1940 г. – признава н.м. Осларко (от с. Самуилово за отделно населено място – с. Осларка;
- Указ № 949/обн. 08.12.1949 г. – преименува с. Малко Шивачево на с. Гита;
- Указ № 47/обн. 09.02.1951 г. – преименува с. Куза на с. Целина;
- през 1956 г. – осъвременено е името на с. Ценево на с. Ценово без административен акт;
- Указ № 960/обн. 4 януари 1966 г. – осъвременява името на с. Воловарево на с. Воловарово;
- Указ № 1/обн.18 януари 2013 г. – отделя с. Яворово и неговото землище от община Чирпан и го присъединява към община Стара Загора.[4]

## Транспорт
През общината преминават два участъка от Железопътната мрежа на България с обща дължина 29,1 km.
- През средата на общината, от запад на изток, на протежение от 23,8 km – участък от трасето на жп линията Пловдив – Стара Загора – Бургас;
- В крайната югоизточна част на общината, през село Димитриево, на протежение от 5,3 km – участък от трасето на жп линията Русе – Горна Оряховица – Стара Загора – Димитровград – Подкова.

През общината преминават частично 7 пътя от Републиканската пътна мрежа на България с обща дължина 111,7 km:
- участък от 23,9 km от автомагистрала Тракия (от km 171 до km 194,9);
- участък от 10,5 km от автомагистрала Марица (от km 9,5 до km 20,0);
- участък от 29,4 km от Републикански път II-66 (от km 81,4 до km 110,8);
- последният участък от 18,4 km от Републикански път III-608 (от km 45,3 до km 63,7);
- началният участък от 17,8 km от Републикански път III-663 (от km 0 до km 17,8);
- началният участък от 7,7 km от Републикански път III-664 (от km 0 до km 7,7);
- последният участък от 4 km от Републикански път III-807 (от km 7,8 до km 11,8).

## Топографска карта
- Лист от карта K-35-51. Мащаб: 1 : 100 000.
- Лист от карта K-35-63. Мащаб: 1 : 100 000.
- Лист от карта K-35-64. Мащаб: 1 : 100 000.